# Vuelta Larga
Vuelta Larga ist ein südwestlicher Vorort von Esmeraldas und eine Parroquia rural („ländliches Kirchspiel“) im Kanton Esmeraldas der ecuadorianischen Provinz Esmeraldas. Die Parroquia besitzt eine Fläche von 77,62 km². Die Einwohnerzahl lag im Jahr 2010 bei 2660. Für das Jahr 2020 wurde eine Einwohnerzahl von 3459 prognostiziert.

## Lage
Die Parroquia Vuelta Larga liegt in den Hügeln im Hinterland der Pazifikküste von Nordwest-Ecuador. Das Gebiet liegt in Höhen zwischen 16 m und 315 m. Der Río Tiaone, ein linker Nebenfluss des Río Esmeraldas, durchquert den Süden der Parroquia in nördlicher Richtung. Im Osten reicht das Verwaltungsgebiet bis an ds Westufer des Río Esmeraldas. Im äußersten Nordosten befindet sich die zur Parroquia gehörende Flussinsel "Isla Propicia". Der 28 m hoch gelegene Hauptort befindet sich am rechten Flussufer des Río Tiaone, 7 km südwestlich der Provinzhauptstadt Esmeraldas. Die Fernstraße E15 führt nördlich an Vuelta Larga vorbei.
Die Parroquia Vuelta Larga grenzt im Norden an das Municipio von Esmeraldas, im Nordosten an die Parroquia Tachina, im Osten an die Parroquia San Mateo, im Süden an die Parroquia Tabiazo sowie im Westen an die Parroquia Tonsupa (Kanton Atacames).

## Geschichte
Die Parroquia Vuelta Larga wurde am 21. November 1955 gegründet.